# لوئیس روخاس
لوئیس روخاس (به انگلیسی: Luis Rojas) (زادهٔ ۵ ژوئیهٔ ۱۹۷۹) شناگر اهل ونزوئلا است.